# Lorong Waktu
 (février 2021).
Lorong Waktu est une série télévisée islamique sur le thème de la science-fiction créée par Deddy Mizwar avec le scénariste Wahyu H.S. et réalisé par Aldisar Syafar et Deddy Mizwar lui-même. Les personnages principaux de cette série sont Deddy Mizwar, Jourast Jordy, Hefri Olifian, Christy Jusung et bien d'autres. Cette série a été produite par Demi Gisela Citra Sinema et diffusée par SCTV en 1999 pour coïncider avec le mois de Ramadan 1420 H. La série a ensuite été suivie de cinq autres suites jusqu'à sa diffusion finale en 2006. En 2019, la série a été refaite dans un format animé avec le titre et diffusé régulièrement pendant le Ramadan par la chaîne de télévision SCTV.
Faisant référence à plusieurs médias, dont l'un est Vice, cette série est généralement considérée comme la meilleure série indonésienne à thème religieux de tous les temps. Pendant ce temps, Kompas mentionne la série Lorong Waktu comme la série religieuse qui manque le plus aux téléspectateurs et qui est considérée comme jamais périmée même si elle est terminée depuis 2006.